# Tektonsko jezero
Tektonsko jezero je jezero nastalo tektonskim pokretima i ispunjavanjem ulegnuća u reljefu između antiklinala i rasjeda. Prema tipu procesa mogu se podijeliti na:
- reliktna (ostatci mora)
- vulkanska (u kraterima vulkana)
- klizišna (nastala zbog potresa ili klizišta)
- impaktna (nastala u udarnim kraterima meteorita)